# Valeriu Țurcanu
Valeriu Țurcanu (n. 4 decembrie 1958, Orhei, Republica Moldova) este un actor, dramaturg și scenarist moldovean.

## Biografie

### Studii
Născut în orașul Orhei, a devenit actor prin absolvirea Teatrului Studiou al Actorului de Cinema „Moldova-film”. De asemenea, a devenit regizor de teatru dramatic, prin absolvirea în 1979 a Institutului de Arte din Chișinău. Între 1981 și 1983 a fost lector la Institutul de Cultură din Chișinău.
Ulterior, după ce a practicat ca actor, lector și regizor, a devenit (între 1983 și 1986) doctorand la Institutul de Cultură⁠(d) din Leningrad, Uniunea Sovietică.

### Activitate profesională
- 1987 – 1997 – scenarist și regizor a zeci de spectacole de revistă, sărbători, festivaluri, concursuri municipale, naționale și internaționale;
- 1987 – doctor în pedagogie la Consiliul Științific al Institutului de Cultură din Leningrad, Rusia[2][3];
- 1987 -  șeful catedrei de "Metodica și organizarea activității de culturalizare" a Institutului de Arte din Moldova;
- 1988 - absolvent al Facultății de perfecționare a șefilor de catedră a Institutului de Cultură din Leningrad, Rusia;
- 1990 - șef Catedră "Regie" a Institutul de Arte din Moldova;
- 1995 - decan al Facultății "Arta  Teatrala" a Universității de stat a Artelor din Moldova;
- 1996 - președinte de onoare a Ligii Școlii Teatrale din Moldova;
- 1999 - decan al Facultății de "Arte Dramatice și Management  Artistic" a Universității de stat a Artelor din Moldova[4];
- 2000 - maestru în artă din Republica Moldova;
- 2000 - președinte al Centrului "Moldova" al Institutului Internațional de Teatru UNESCO;
- 2001 - participant la programul de vizită a Guvernului Statelor Unite ale Americii "Învățământul artistic"
- 2001 - participant la programul Phare de vizită a instituțiilor de cultură si artă din Italia, Franța, Regatul Unit, Grecia, România;
- 2001 – instructor în Management Cultural al Programului Phare al Uniunii Europene RO 9708 „Dimensiunea culturală a democrației”, Componenta „Consolidare instituțională;”
- 2001 – absolvent al programului de pregătire în Management Cultural finanțat de Uniunea Europeană în cadrul programului Phare RO 9709 „Dimensiunea culturală a democrației”, Componenta „Consolidarea instituțională;”
- 2002 - membru al Uniunii mondiale Theatre Communication Group;
- 2006 – prim vice-ministru al Culturii și Turismului al Republicii Moldova[5]
- 2007 – director general-adjunct al Studioului “Moldova Film”

## Scrieri

### Piese de teatru
- 1991 – autorul piesei și regizorul farsei „Demagogonie” montată la Institutul de arte
- 1992 – autorul libretului și regizorul spectacolului feerie „Creanga de aur” prezentat la Teatrul „Luceafărul” Iași, România, și la Teatrul de Vară din Costinești, România
- 1992 – autorul piesei și regizorul comediei „Noaptea Sfântului Andrei,” montată la Institutul de Arte și jucată în instituții de cultură din Chișinău și din republică.
- 1993 – autorul piesei și regizorul spectacolului „Ilinca” (dramă eroică după eposul novăcesc), prezentat la Teatrul din Slănic-Moldova, România
- 1995 - absolvent al cursurilor intensive "Management și marketing în cultură" a Institutului de Cinematografie “I. Gherasimov” din Moscova, Rusia
- 2004 – autorul piesei „Facerea lumii,” filmată la Televiziunea Națională, premiera 11 aprilie 2004
- 2004 – autorul scenariului Deschiderii sărbătorii republicane - „Suntem urmașii lui Ștefan cel Mare” Muzeul Satului, Chișinău, 3 iulie 2004;
- 2004 – autorul piesei „Facerea Lumii” montată la Teatrul Republican de păpuși „Licurici” (15 ianuarie) de A. Lungu -Țurcanu, piesa a fost menționată cu premiul Uniunii Teatrale din Moldova pentru cel mai bun rol în teatrul de păpuși;
- 2005 – autorul piesei „Facerea lumii” montată la Teatrul Radiofonic al Companiei „Teleradio Moldova,” premiera la 9 ianuarie 2005;
- 2005 – autorul piesei „Flori de măr” premiul III la Concursul Național de Dramaturgie;
- 2006 – autorul piesei „Flori de măr,” montată la Teatrul Național ”Mihai Eminescu,” premiera la 3 februarie 2006;
- 2007 – autorul piesei „Fata babei și fata moșneagului”
- 2007 – autorul piesei “Regina”
- 2008 – autorul scenariului de film “Se caută o mamă”

### Antologie
- 2007 – autorul culegerii de piese Valeriu Țurcanu “Dramaturgie” – „Universul”, 176 de pagini